# Phenacoccus gobicus
Phenacoccus gobicus är en insektsart som beskrevs av Danzig 1987. Phenacoccus gobicus ingår i släktet Phenacoccus och familjen ullsköldlöss.
Artens utbredningsområde är Mongoliet. Inga underarter finns listade i Catalogue of Life.